# Przywódca
Przywódca, lider – szczególny rodzaj kierownika, który ma bezpośredni związek z zachowaniami organizacyjnymi. Przywódca to osoba mająca duży wpływ na podwładnych, którzy wykonują polecenia pożądane przez szefa ze względu na więzi, jakie ich łączą. Przywództwo charakteryzuje się wyjątkowymi cechami osoby, której inni skłonni są zaufać i podporządkować się dobrowolnie. Taka osoba cieszy się w wybranej grupie społecznej autorytetem, władzą, która jest akceptowana. Według Stanisława Miki przywództwo postrzegane jest jako pewna zdolność, umiejętność lub cecha zjednywania sobie zwolenników, wywierania wpływu, a także tworzenia wizji rozwoju i pobudzania ludzi do działania.
Badacze doszli do wniosku, że grupa dobrze działa, gdy ma kogoś, kto pełniłby dwie podstawowe funkcje:
1. rozwiązywania problemów – związane z działaniami,
2. społeczne – podtrzymujące trwałość grupy (pośredniczenie w rozwiązywaniu sporów i powodowanie, aby określone osoby czuły się doceniane przez grupę).

Osoba, która potrafiłaby jednocześnie pełnić te dwa rodzaje funkcji byłaby szczególnie skutecznym przywódcą. Jednak w praktyce jest tak, że przywódca ma umiejętności, temperament i czas umożliwiające mu zajmowanie tylko jednego z tych stanowisk. Nie rokuje to jeszcze o porażce danej grupy. Zaobserwowano, że w wielu skutecznych grupach występuje podział przywództwa, który polega na tym, że jedna osoba (kierownik lub formalny przywódca) pełni funkcje związane z zadaniami, a inny członek grupy funkcje społeczne.

## Predyspozycje do bycia przywódcą
Przywódcą może być osoba, która:
- posiada osobisty autorytet lub prestiż, jest wpływowa i z tego tytułu spełnia określone funkcje społeczne. Funkcje te nie zawsze mają sformalizowany charakter, czyli nie muszą się wiązać z zajmowaniem eksponowanego stanowiska;
- zajmuje eksponowane stanowisko w liczących się, publicznych lub prywatnych organizacjach, funkcjonujących w danym społeczeństwie i z tego tytułu cieszy się w nim instytucjonalnym, czyli urzędowym autorytetem lub prestiżem. Pełnione funkcje mają zawsze sformalizowany charakter poza następującymi sytuacjami:
  - kiedy następuje kumulacja autorytetu osobistego i urzędowego, np. osoba szczególnie zasłużona w działalności w danej dziedzinie zostaje powołana na stanowisko urzędowe związane z wcześniej prowadzoną działalnością;
  - kiedy osoba do uzyskanej posady „dodaje” wypracowany w trakcie jej sprawowania autorytet i często zachowuje go nawet wtedy, gdy posadę tę przestaje już zajmować.

Jedną z ważnych cech przywódcy jest również zdolności do dobrego kontaktu z ludźmi.

## Cykl życia lidera
Robert K. Merton dokonał następującego rozróżnienia wśród przywódców:
- ludzie, którzy wywierają wpływ w chwili obecnej (tacy, których pozycja społeczna jest ustalona);
- ludzie potencjalnie wpływowi (wschodzące gwiazdy, pnące się w górę po drabinie społecznej);
- ludzie, których wpływ stopniowo zanika (po osiągnięciu szczytu, ich społeczna pozycja obniża się);
- ludzie, których wpływ jest „ukryty” (osoby te posiadają obiektywne cechy osoby wywierającej wpływ, ale nie wykorzystują tej właściwości).